# Fuerza Aérea Salvadoreña
La Fuerza Aérea Salvoreña (abbreviata in FAS e conosciuta internazionalmente con la denominazione in lingua inglese di Salvadoran Air Force) è l'aeronautica militare di El Salvador e parte integrante delle forze armate salvadoregne.
Fondata il 20 marzo 1923, su decreto del Presidente Alfonso Quiñónez Molina, come "Flotilla Aérea Salvadoreña", aderisce al Sistema di cooperazione delle forze aeree americane (SICOFAA).

## Aeromobili in uso
Sezione aggiornata annualmente in base al World Air Force di Flightglobal del corrente anno. Tale dossier non contempla UAV, aerei da trasporto VIP ed eventuali incidenti accorsi durante l'anno della sua pubblicazione. Modifiche giornaliere o mensili che potrebbero portare a discordanze nel tipo di modelli in servizio e nel loro numero rispetto a WAF, vengono apportate in base a siti specializzati, periodici mensili e bimestrali. Tali modifiche vengono apportate onde rendere quanto più aggiornata la tabella.
Nell'organico della FAS figurano, con compiti come ricognizione e pattugliamento, ancora vetusti aerei da turismo Rockwell “Commander” 114, ottenuti di seconda mano, come non é nota l'effettiva operatività degli Cessna 337/O-2. Dovrebbe, inoltre, essersi quasi completamente ridotta al minimo la componente da trasporto, basata su due israeliani Arava, aerei decisamente dal volume di carico ridotto.
| Aeromobile                          | Origine     | Tipo                                            | Versione (denominazione locale) | In servizio (2024) | Note | Immagine |
| Aerei da combattimento              |             |                                                 |                                 |                    | |          |
| Cessna A-37 Dragonfly               | Stati Uniti | cacciabombardiere                               | A-37BOA-37B                     | 15                 | 40 tra A-37B e OA-37B consegnati (10 sono esemplari ex Fuerza Aérea de Chile acquistati nel 2013). |          |
| Aerei per impieghi speciali         |             |                                                 |                                 |                    | |          |
| Cessna O-2 Skymaster                | Stati Uniti | aereo da ricognizione                           | O-2AO-2B337G                    | 9                  | 13 tra O-2A, O-2B e Cessna 337G consegnati. |          |
| Rockwell Commander 114              | Stati Uniti | aereo da ricognizione                           | Rockwell Commander 114          | 1                  | 1 Commander 112 consegnato. |          |
| Aerei da trasporto                  |             |                                                 |                                 |                    | |          |
| IAI Arava                           | Israele     | aereo da trasporto                              | Arava 202 Pegaso                | 3                  | 3 IAI 202 consegnati. |          |
| Bombardier Learjet 45               | Stati Uniti | aereo da trasporto                              | Learjet 45                      | 1                  | 1 Learjet 45 consegnato. |          |
| Cessna 208 Caravan                  | Stati Uniti | aereo da trasporto                              | C208B EX                        | 1                  | 2 Cessna 208B Grand Caravan EX ordinati, con il primo esemplare consegnato il 1 novembre 2023. |          |
| SOCATA Rallye 235                   | Francia     | aereo da trasporto                              | 235G                            | 2                  | 4 Rallye 235G consegnati. |          |
| Aerei da addestramento              |             |                                                 |                                 |                    | |          |
| Enaer T-35 Azul                     | Cile        | aereo da addestramento                          | T-35B                           | 2                  | 5 T-35 di Pillan ordinati nel 1998, con consegne iniziate il 16 giugno 1998. Uno degli esemplari consegnati si schiantò nel corso della consegna, mentre un altro nel 2001, ma furono sostituiti da un analogo numero nel 2005. Fino a quel momento la FAS aveva due T-35A e tre T-35B. Nel 2014, un altro T-35 si è schiantato. Un altro esemplare è andato perso a gennaio 2019. 3 in servizio al gennaio 2020. |          |
| Cessna T-41 Mescalero               | Stati Uniti | aereo da addestramento                          | T-41D                           | 1                  | 7 T-41D consegnati. |          |
| Cessna 210 Centurion                | Stati Uniti | aereo da addestramento                          | C210                            | 2                  | 2 Cessna 210 consegnati. |          |
| Cirrus SR22                         | Stati Uniti | aereo da addestramento                          | SR22                            | 2                  | 2 SR22 consegnati, rispettivamente il 26 ottobre e il 7 novembre 2022, ed entrati in servizio il 1 dicembre dello stesso anno. |          |
| Elicotteri                          |             |                                                 |                                 |                    | |          |
| Bell 412                            | Stati Uniti | elicottero utility                              | Bell 412EP                      | 3                  | 4 Bell 412EP consegnati. |          |
| Bell UH-1 Iroquois                  | Stati Uniti | elicottero utilityelicottero d'attacco leggero  | UH-1H GuardianUH-1M Cazador     | 11                 | 5 UH-1M da attacco leggero consegnati più 53 UH-1H Guardian da trasporto consegnati. Un UH-1H perso a settembre 2024 e uno a febbraio 2025. |          |
| MD Helicopters MD 500 Guardiancillo | Stati Uniti | elicottero utility elicottero d'attacco leggero | MD 500EMD 530F                  | 34                 | 4 MD 500E consegnati nel 2012, uno dei quali è stato perso in Mali durante una missione Mali nel 2019. Possono essere utilizzati nel ruolo di attacco leggero, missioni di intelligence, sorveglianza, ricognizione diurna e notturna con l’impiego di visori NVG, e con armamento comprendente una Minigun da 7,62 mm e razzi da 7,7 pollici. Ulteriori 12 MD 530F donati dagli USA a settembre 2021. Il deterioramento delle relazioni USA-El Salvador, ha portato alla riduzione della quantità a soli quattro esemplari, tutti consegnati a gennaio 2022. |          |
| Bell 206 Long Ranger                | Stati Uniti | elicottero utility                              | Bell 206L-3                     | 1                  | 1 Bell 206L-3 Long Ranger consegnato. |          |
| Bell 407                            | Stati Uniti | elicottero utility                              | Bell 407                        | 1                  | 1 Bell 407 consegnato. |          |
| Schweizer 300                       | Stati Uniti | elicottero leggero da addestramento             | Schweizer 300C                  | 4                  | 6 Schweizer 300C consegnati. |          |

## Aeromobili ritirati
- Beechcraft 58PA Baron - 1 esemplare (2016-2021)[17][3]
- Basler BT-67 - 4 esemplari (?-2019)[3][18]
- Aérospatiale SA 316B Alouette III - 5 esemplari (1973-1992)[19]
- Fouga CM-170R Magister
- Fairchild C-123K Provider
- Douglas DC-6B
- Dassault Ouragan
- North American P-51 Mustang
- Chance Vought FG-1D Corsair - 20 esemplari (?-?)[20]
- Chance Vought F4U-5 Corsair - 4 esemplari (?-?)[20]
- Douglas A-26 Invader